# Heroes of Might and Magic III: Armageddon's Blade
Heroes of Might and Magic III: Armageddon's Blade este prima continuare oficială a jocului video Heroes of Might and Magic III. Armageddon's Blade este un joc video de strategie pe ture creat de Jon Van Caneghem și New World Computing pentru Microsoft Windows și distribuit de 3DO Company în 1999.

## Povestea
Povestea principală apare numai într-o singură campanie din cele șase ale aceastei continuări. Evenimentele din Armageddon's Blade continuă faptele din Might and Magic VII: For Blood and Honor. În timp ce regatul din Erathia se zbate pentru a se reface ca urmare a războaielor din Erathia (denumite the Restoration Wars), rasa Kreegan din Eeofol invadează surprinzător regatul. Deja slăbite de luptele intense, trupele reginei Catherine nu sunt în stare să facă față formidabilei armate Kreegan.
După moartea regelui Kreegan-ilor, Xenofex, un uzurpator pe nume Lucifer Kreegan preia comanda în Eeofol și, călăuzit de o viziune, începe să caute o veche armă cunoscută sub denumirea de Sabia Armaghedonului (engleză Armageddon's Blade), capabilă să arunce întreaga lume în foc. Generalul său, Xeron, are sarcina de a localiza componentele săbiei. Pentru a-l opri pe Lucifer Kreegan și pe generalul său, armatele aliate din Erathia și AvLee lansează un atac asupra ținutului Eeofol, primind ajutor de la diverse elemente ale naturii, creaturi care aparțin orașului/rasei "Conflux". Regina Catherine și Regele Roland, eliberat de curând, sunt ajutați de un misterios luptător elf numit Gelu. Xeron intră în posesia Săbiei, dar este învins de Gelu la întoarcerea sa spre Eeofol. Gelu pretinde că Sabia este a lui, și, la porunca reginei Catherine, o folosește pentru a-l omorî pe Lucifer Kreegan. După acest eveniment, dinastia Ironfist se întoarce în Enroth, iar sabia rămâne la Gelu. Povestea va fi continuată în Heroes Chronicles: The Sword of Frost, până în momentul în care un cataclism distruge lumea din Heroes III și va pregăti scena din Heroes of Might and Magic IV.

### Campania I: Sabia Armaghedonului (Armageddon's Blade)
Întâmplările au loc la ceva timp după cele din Heroes of Might and Magic III: Restoration of Erathia. După înfrângerea Kreeganilor din Restoration of Erathia si moartea regelui Xenofex, un nou rege preia tronul regatului Eofol: Lucifer Kreegan. Acesta își consolidează regatul și iși face un nou plan: să construiască legendara Sabie a Armaghedonului (Armageddon's Blade), cu care va da foc continentului Antagarich sau poate chiar planetei Enroth în întregime. Cei doi soți, regele Roland și regina Catherine, îl conving pe eroul Gelu, care se remarcase în Garda Pădurii a Erathiei (Erathia's Forest Guard), să îi ajute să îi oprească pe Kreegani. Regina Catherine încearcă să țină trupele demonilor la granița, în timp ce Gelu susține niște atacuri de tip gorilă (guerrila attacks). Însă suportul cetățenilor Erathiei pentru acest război scade, deja fiind trecuți prin sângeroasele războaie de refacere (Restoration Wars) împotriva trupelor din Nighon, Eofol și Deyja. Deoarece toată planeta este în pericol, elementele naturii vin din lumile lor și își construiesc orașe Conflux, aliindu-se cu regina Catherine și Gelu. În acest timp, Xeron,  unul dintre primii susținători ai regelui Lucifer, pleacă pentru a construi Sabia. El se luptă cu elementele naturii și ia cele trei artefacte necesare, Sabia de Foc al Iadului (Sword of Hellfire), Scutul Afurisiților (Shield of the Damned) și Platoșa de Pucioasă (Breastplate of Brimstone). El pleacă apoi spre Khazandar, Marele Fierar, singurul care știe să asambleze Sabia Armaghedonului. După ce acesta face acest lucru este omorât și dus în capitala Eofolului Kreelah, pentru a da exemplu. Regele Roland ajunge de pe continentul Enroth pe Antagarich și, ìmpreună cu Generalul Morgan Kendal, merg să împingă trupele rămase în Erathia chiar in trupele reginei. Apoi, Gelu oprește atacurile de tip gorilă și merge prin regatul AvLee, la granița cu Eofol, pentru a tăia orice posibilă cale de scăpare a trupelor inamice. Suportul Erathiei pentru acest război cade cu totul, aceștia vazându-i pe demoni învinși. Catherine îi lasă puterea regatului Generalului Morgan Kendal până când un alt lider va fi găsit. Cei trei eroi, Catherine, Roland și Gelu, împreună cu trupele Conflux, îl înving pe Xeron, care are Sabia Armagedonului asupra lui. Acesta reușește să scape, dar nu reușește să ia și Sabia cu el. Apoi, cei trei merg chiar în Eofol, cu țelul de a captura capitala, Kreelah, unde se află regele Lucifer. Acesta cere ajutor de la trupele din Nighon, care răspund că o armată va ajunge în doua luni. Conform canonului, Gelu este cel care capturează capitala Kreelah în mai puțin de 2 luni, dar jucătorul poate face acest lucru cu oricare dintre cei 3 eroi. După învingerea definitivă a Kreeganilor, Sabia rămâne la Gelu, iar Roland și Catherine pleacă spre Enroth. Gelu, însă, cade pradă puterii Sabiei, ajungand să creadă că este capabilă sa distrugă Sabia Gheții. Acest lucru culmineaza cu întâmplările din Heroes Chronicles: The Sword of Frost.

### Campania II: Sângele Dragonului (Dragon's Blood)
O femeie ambițioasă din Nighon, Mutare, vrea să preia controlul regiunilor deținute de Ordwald. Moralul ei crește când află că Ordwald este atacat de alți 2 lorzi, iar el nu se descurcă așa bine, deoarece a îmbătrânit. Mutare îi învinge pe cei doi lorzi și intră în ținuturile lui Ordwald. Ea se întreabă de ce ținuturile lui sunt atât de ușor de cucerit, iar apoi află vestea că el este absent și a plecat în cautarea Fiolei din Sânge de Dragon (Vial of Dragon Blood), care conține sânge al Dragonului Tată. Legenda spune că cine va bea din această fiolă se transforma într-un dragon. Mutare trebuie întâi să îi învingă pe cei care au auzit vestea și vor și ei Fiola. Apoi, ea merge în Cavernele Adânci (Deep Caverns) după Ordwald, pe care îl învinge. Ea bea din Fiolă și se transformă într-adevăr în dragon. Ceilalți lorzi răspândesc un zvon fals, că cine va bea sângele unui astfel de dragon se va transforma și el în dragon. Mutare îi învinge pe acești lorzi și, treptat, devine regina Nighon-ului, culminând cu întâmplările din Heroes Chronicles: Clash of the Dragons.

### Campania III: Distrugătorul de dragoni (Dragon Slayer)
Dracon, un vrăjitor din regatul Bracada, dorește să devină un Distrugător de Dragoni (Dragon Slayer). Mama lui, care antrena mulți alți vrăjitori, i-a pregătit un test final: să distrugă Dragonul de Cristal (Crystal Dragon) în 2 luni. Acesta reușește și își pune ambiția să devină cel mai bun Distrugător dintre toți. Astfel, el caută cel mai puternic dragon care a trăit vreodată: Dragonul Azuriu. El trebuie, în căutarea lui, să ajute regatul să își recapete minele care au fost luate de Dragonii Ruginii (Rust Dragons), altfel regiunea va fi invadată de către trupele barbare din Krewlod. De asemenea, el trebuie să distrugă Dragonii Zână de pe coasta regatului, deoarece aceștia distrug satele. Jucătorul poate alege pe care dragoni să distrugă întâi: pe cei ruginii sau pe cei zână. El găsește, până la urmă, Dragoni Azurii, pe care îi distruge. Dar simte ca victoria lui este seacă. El credea că va fi împlinit spiritual, dar a greșit.

### Campania IV: Festivalul vieții (Festival of Life)
Kilgor, un barbar, participă la festivalul vieții, un eveniment ce are loc odată la 30 de ani în regatul Krewlod. În cadrul acestui festival, oricine poate concura și poate câștiga tronul, dacă trece de 4 probe. Prima probă a lui Kilgor este să omoare un monstru antic (Ancient Behemoth) numit Razor Claw. Apoi, el trebuie să arate regatului că poate să mențină siguranță, distrugând toți monștrii dintr-o regiune. A treia probă constă în eliminarea celorlalți 3 concurenți la tron. Ultimul test este detronarea regelui actual, Winston Boragus, pe care Kilgor nu îl apreciază. După aceste 4 probe, Kilgor devine rege al regatului Krewlod, întâmplările continuându-se în Heroes Chronicles: The Sword of Frost.

### Campania V: Jocul cu focul (Playing with Fire)
Adrienne, o vrăjitoare din regatul Tatalia, se întoarce acasă dintr-o expediție din Erathia, dar găsește toate orașele pline de creaturi necromante. Aceasta folosește talentul ei, magia focului, pentru a-i distruge, dar armatele ei se sperie, deoarece vrăjitoarele din Tatalia nu folosesc niciodată focul. Adrienne cere ajutorul Erathiei în lupta cu necromanții, dar nimeni nu îi vine în ajutor. Vrăjitoarea află numele liderului necromant, lordul Haart, care a fost omorât și reanimat sub forma unui necromant după acțiunile lui criminale din Restoration of Erathia. Adrienne continuă lupta cu necromanții. Îl găsește pe lordul Haart și îl învinge, dar se întreabă dacă locuitorii o vor reține ca pe o vrăjitoare a focului într-un ținut de pământ și apă sau ca pe o eroină.

### Campania VI: Nestatornicia cutezătoare (Foolhardy Waywardness)
Un alchimist de parfumuri, Christian, se află într-o vacanță pe o corabie. Din păcate, aceasta naufragiază din cauza furtunii, iar el și echipajul corabiei ramân pe o insulă. Locuitorii de pe insulă îi promit lui Christian că îi vor construi o nouă corabie dacă acesta le va construi lor o capitală și le va învinge dușmanii. Christian se ține de cuvânt, dar băștinașii nu, așadar Christian nu are altceva de făcut decât să se alieze cu dușmanii și să recucerească teritoriile lor de pe insulă. Aceștia îi construiesc o corabie, dar fură echipamentele esențiale de la bord, așa că eroul plutește pentru câteva zile pe o corabie fără instrumente de navigație. Până la urmă ajunge pe o altă insulă locuită de pirați. Deoarece nu poate să li se opună, el se aliază cu aceștia și îi ajută să își elimine oponenții lor pirați. După aceea, Christian fuge de pe insula piraților în timpul nopții către un avanpost Erathian, crezând că de acolo se va putea întoarce acasă. Ceea ce nu știa, însă, este că acel avanpost era următoarea țintă a piraților. Fiind înconjurat, este nevoit să țina piept atacurilor până la sosirea armatei reginei Catherine. Apoi, acesta pleacă pe corăbiile Erathiene spre înmormântarea regelui Nicholas Gryphonheart. Această campanie servește ca prefață pentru Heroes of Might and Magic III: The Restoration of Erathia și explică prezența eroului Christian în campaniile din poveste.

## Gameplay
Cea mai importantă schimbare din Armageddon's Blade este adăugarea orașului Conflux, ducând numărul total de aliniamente din Heroes III la nouă. Orașul este format din elemente ale naturii clasice, la care au fost adăugate zâne (pixie) (creaturi de nivelul 1) și păsări Phoenix (nivelul 7). Șase campanii noi au fost incluse, din care una folosește la continuarea povestirii principale a seriei. Au fost adăugate 38 de scenarii/hărți. 
În ceea ce privește creaturile neutre, care nu pot fi recrutate din orașe, câteva creaturi au fost adăugate față de jocurile Heroes anterioare. Acestea sunt Țărani (Peasants), Porci Mistreți (Boars), Prăștieri (Halflings), Bandiți (Rouges), Mumii (Mummies), Nomazi (Nomads), Troli (Trolls), Arcași Ascuțiți (Sharpshooters) și Fermecători (Enchanters). Alte creaturi neutre nemaiîntâlnite până la Armageddon's Blade: Dragonul Azuriu (Azure Dragon) sau Dragonul Ruginit (Rusty Dragon), Dragonul Zână (Faerie Dragon) și Dragon de Cristal (Crystal Dragon), creaturi foarte puternice. Mai apar noi eroi elfi în campanii și două noi artefacte Sabia Armaghedonului (Armageddon's Blade) și Fiola cu sânge de dragon (Vial of Dragonblood). Au fost introduse obiecte noi, turnuri cu sarcini (quest towers) și altele.
Un generator de hărți cu mai mulți parametrii modificabili a fost introdus în această continuare, făcând ca Armageddon's Blade să poată fi rejucat de nenumărate ori. Un editor de hărți îmbunătățit a fost prezentat în această continuare, împreună cu noul editor de campanii, pentru ca jucătorii sa își poată face propriile campanii. Este singura versiune a jocului în care videoclipul de introducere special pentru Armageddon's Blade apare fara a edita jocul. Toate celelalte versiuni prezintă videoclipul pentru Restoration of Erathia.

## Rase/orașe
Pentru mai multe detalii vezi capitolul Heroes of Might and Magic III#Rase/orașe
Sunt aceleași rase/orașe din Heroes of Might and Magic III la care se adaugă Conflux.